# Außer Dienst (Erzählung)
Außer Dienst ist eine Erzählung in der Form der Rahmenerzählung von Ferdinand von Saar aus dem Jahre 1902.

## Inhalt
Der Erzähler reist mit der Postkutsche nach K. Bei einem Zwischenhalt an einem unscheinbaren Ort kehrt er in einem Gasthaus ein. Dort trifft er einen am Nebentisch sitzenden ehemaligen Regimentskameraden. Die Zeit hat aus dem jungen, stattlichen Offizier einen fetten, vernachlässigten Mann gemacht. Die beiden kommen ins Gespräch. Dabei erzählt der Vereinsamte kurz seine Lebensgeschichte. Danach muss der Erzähler wieder in die Kutsche. Die beiden verabschieden sich, wohl für immer.

### Binnenerzählung
Der heruntergekommene Offizier hat in seinem Leben fast keine Freuden gehabt. Auch mit den Frauen hat er immer Pech. Die einzige, die ihn wirklich liebt, ist Fanuschka, eine Prostituierte aus Znaim. Als sein Regiment wegzieht, verliert er sie aus den Augen. Die verzweifelten Briefe lässt er unbeantwortet. Zehn Jahre später, als sich der Offizier aus Sentimentalität ihrer erinnert und an Fanuschkas Heimatgemeinde schreibt, erfährt er, dass sie schon gestorben ist.